# Sean Biggerstaff

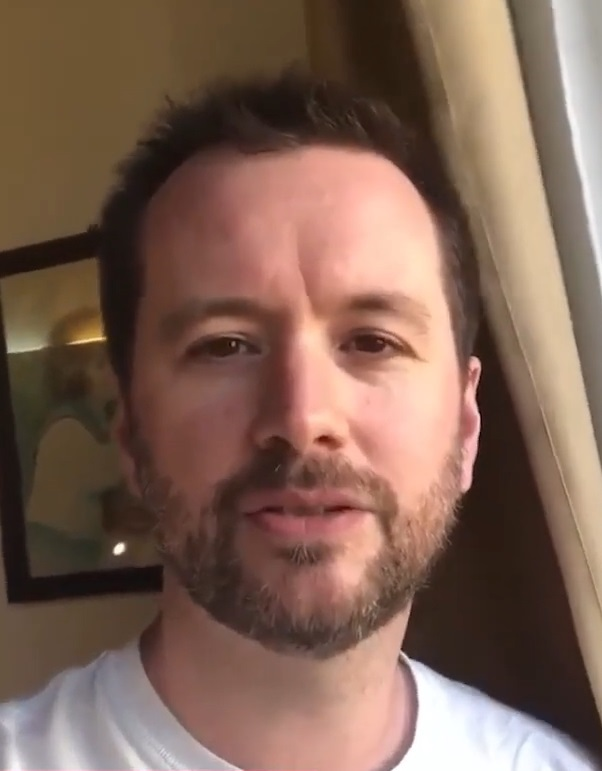
Sean Biggerstaff, 2023

Sean Biggerstaff (* 15. März 1983 in Glasgow, Schottland) ist ein britischer Schauspieler.

## Leben
Biggerstaffs Vater ist Feuerwehrmann und seine Mutter arbeitet bei der Gemeinde im Bildungsbereich. Der 14-jährige wurde als Laientheaterschauspieler von Alan Rickman entdeckt und erhielt von diesem seine erste Kinorolle in The Winter Guest (1997) mit Emma Thompson und Phyllida Law, bei dem Rickman die Regie führte. Rickman war von Biggerstaffs Schauspiel beeindruckt und vermittelte ihn an seine Schauspielagentur weiter. Bekanntheit verschaffte Biggerstaff die Rolle des Oliver Wood in drei der Harry-Potter-Filme (2001, 2002, 2011). Ursprünglich hatte sich Biggerstaff für die Rolle des Percy Weasley beworben, diese ging allerdings an Chris Rankin. Anschließend folgen bis in die Gegenwart weitere Rollen für Biggerstaff im britischen Fernsehen und Kino. 2004 spielte er die Hauptrolle in dem Kurzfilm Cashback, der für den Oscar nominiert wurde, und daraufhin zu einem gleichnamigen Langspielfilm weiterentwickelt wurde. Für seinen Auftritt in dem Fernsehfilm Consenting Adults über die Legalisierung von Homosexualität in Großbritannien erhielt er 2007 den BAFTA Scotland in der Kategorie Best Actor – Television.
Am Theater spielte er unter anderem 2005 in der Weltpremiere der Theaterproduktion Girl with Red Hair von Sharman Macdonald die Rolle des Matt in Edinburgh und London. Auch ist Biggerstaff als Sprecher in Radiohörspielen tätig, darunter BBC-Produktionen und ein Radioableger von Doctor Who. Neben der Schauspielerei ist Biggerstaff auch als Musiker aktiv. Er war als Jugendlicher Gitarrist der Band Crambo, später von 2010 bis 2012 Gitarrist in der Band Wrongnote.

## Filmografie (Auswahl)
- 1996: The Crow Road (Fernsehserie, Folge 1x01 Prentice)
- 1997: The Winter Guest
- 2001: Harry Potter und der Stein der Weisen (Harry Potter and the Philosopher's Stone)
- 2002: Harry Potter und die Kammer des Schreckens (Harry Potter and the Chamber of Secrets)
- 2003: Charles II: The Power & the Passion (Fernseh-Miniserie, Folge 1x01)
- 2004: Cashback (Kurzfilm)
- 2006: Cashback (Neuverfilmung des Kurzfilms Cashback als Spielfilm)
- 2007: Consenting Adults (Fernsehfilm)
- 2009: Agatha Christie’s Marple (Fernsehserie, Folge 4x04 Marple: Why Didn't They Ask Evans?)
- 2009: X on a Map (Kurzfilm)
- 2011: Harry Potter und die Heiligtümer des Todes: Teil 2 (Harry Potter and the Dealthy Hallows: Part 2)
- 2013: Mary Queen of Scots
- 2014: In Extremis (Kurzfilm)
- 2016: Enora (Kurzfilm)
- 2016: Whisky Galore!
- 2018: Super November
- 2019: Urban Myths (Fernsehserie, Folge 4x04)
- 2023: Good Omens (Fernsehserie, Folge 2x03)